# Liga de Fútbol de Niue
La Liga de Fútbol de Niue es el principal torneo de fútbol en Niue a nivel no profesional.

En 2020 la OFC determinó que a partir de 2021, equipos de países pertenecientes a la confederación podrían enviar un equipo a la fase previa de la Liga de Campeones de la OFC. Sin embargo, el 3 de marzo de 2021, la OFC comunicó que Asociación de futbol de Niue dejaría de ser miembro debido a su inactividad prolongada. 

## Equipos
| - Alofi FC - Ava FC - Avatele FC - Hakupu FC - Liku FC | - Makefu FC - Muta SC - Talava FC - Tuapa FC - Vaiea United |

## Ediciones anteriores
| - 1985: Alofi FC - 1986-97: Desconocido - 1998: Lakepa - 1999: Talava FC - 2000: Talava FC - 2001: Alofi FC - 2002: Desconocido - 2003: Desconocido | - 2004: Talava FC - 2005: Talava FC - 2006-07 : Desconocido - 2008-09: No hubo campeonato - 2010: Vaiea United - 2011: Vaiea Sting - 2012: Vaiea Sting - 2012-19: No hubo campeonato - 2020-¿?: No se realizará hasta nuevo aviso |

## Títulos por equipo
| Club         | Títulos | Años campeón           |
| ------------ | ------- | ---------------------- |
| Talava FC    | 4       | 1999, 2000, 2004, 2005 |
| Alofi FC     | 2       | 1995, 2001             |
| Vaiea Sting  | 2       | 2011, 2012             |
| Lakepa       | 1       | 1998                   |
| Vaiea United | 1       | 2010                   |